# Distretto di Neekreen
Il distretto di Neekreen è un distretto della Liberia facente parte della contea di Grand Bassa.